# 1340
Il 1340 (MCCCXL in numeri romani) è un anno bisestile del XIV secolo.

## Eventi
- 24 giugno - Battaglia di Sluis: La prima grande battaglia della Guerra dei cent'anni si conclude con la distruzione della maggior parte della flotta francese.
- 25 settembre - Tregua di Esplechin: Accordo tra Francia e Inghilterra che stabilisce una momentanea tregua.
- 30 ottobre - Battaglia del rio Salado: Una coalizione cristiana di truppe castigliane-portoghesi respinge e sconfigge una coalizione musulmana di Merinidi-Nasridi che aveva posto sotto assedio Tarifa.
- Spinetta Malaspina il Grande diventa Signore di Fosdinovo.

## Nati
- 1º febbraio - Guido II Gonzaga, nobile italiano († 1399)
- 5 marzo - Cansignorio della Scala, condottiero italiano († 1375)
- 6 marzo - Giovanni Plantageneto, I duca di Lancaster, conte († 1399)
- 15 aprile - Angelo Acciaiuoli, cardinale e vescovo cattolico italiano († 1408)
- 24 giugno - John de Mowbray, IV barone Mowbray, nobile e militare inglese († 1368)
- 30 novembre - Margherita Drummond, regina († 1375)
- 30 novembre - Giovanni di Valois, duca francese († 1416)
- Antoniotto Adorno, doge († 1398)
- Alfonso Álvarez de Villasandino, poeta spagnolo († 1425)
- Benedetto da Piombino, giurista e diplomatico italiano († 1410)
- Hennequin de Bruges, pittore e miniatore fiammingo († 1400)
- Teodora Cantacuzena, imperatrice bizantina
- Bertolino Capilupi, notaio e diplomatico italiano († 1385)
- Hasdai Crescas, filosofo e teologo spagnolo († 1411)
- Elisabetta di Bosnia, regina († 1387)
- Giacomo Fregoso, doge († 1420)
- Geert Groote, olandese († 1384)
- Haakon VI di Norvegia, re († 1380)
- Guillaume Noellet, cardinale francese († 1394)
- Giacomo Orsini, cardinale italiano († 1379)
- Bonuccio Pardini, scultore e architetto italiano
- Pierre Perrat, architetto francese († 1400)
- Pietro II di Urgell, nobile († 1408)
- Clemente Promontorio, doge († 1415)
- Stefano di Perm', missionario e vescovo ortodosso russo († 1396)
- Kera Tamara di Bulgaria, principessa bulgara († 1389)
- Pietro II d'Alençon, conte e militare francese († 1404)
- Nicolò Zoagli, doge († 1408)
- Arrigo della Rocca, nobile italiano († 1401)
- Ingeborg di Meclemburgo-Schwerin, principessa tedesca († 1395)
- Filippo II di Savoia-Acaia, principe italiano († 1368)

## Morti
- 20 febbraio - Mercenario da Monteverde, italiano
- 10 marzo - Enrico di Beaumont, militare scozzese
- 31 marzo - Ivan I di Russia, principe russo (n. 1288)
- 1º aprile - Gerardo III il Grande, conte di Holstein, nobile tedesco
- 6 aprile - Basilio di Trebisonda, imperatore bizantino
- 7 aprile - Jurij II di Galizia, nobile polacco (n. 1308)
- 19 giugno - Bonagrazia da Bergamo, predicatore e giurista italiano
- 18 agosto - Matteo Orsini, arcivescovo cattolico e cardinale italiano
- 23 agosto - Ricciardo Manfredi, condottiero italiano
- 5 settembre - Gentile da Matelica, religioso e missionario italiano (n. 1290)
- 16 settembre - Manfredo IV di Saluzzo, marchese italiano (n. 1262)
- 24 ottobre - Bailardino Nogarola, politico, ambasciatore e condottiero italiano
- 2 novembre - Niels Ebbesen, militare danese (n. 1308)
- 20 dicembre - Giovanni I di Baviera, nobile tedesco (n. 1329)
- 23 dicembre - Hugh de Courtenay, I conte di Devon, nobile britannico
- Al-Mustakfi, califfo arabo (n. 1285)
- Bahya ben Asher, rabbino e religioso spagnolo
- Buonamico Buffalmacco, pittore italiano
- Fulcieri da Calboli, nobile italiano
- Verde della Scala, nobile italiana
- Filippo di Maiorca, principe (n. 1288)
- Elisabetta di Holstein-Rendsburg, nobildonna tedesca (n. 1300)
- Köse Mihal, politico e militare bizantino
- Ottone VI di Weimar-Orlamünde, nobile tedesco (n. 1297)
- Agnese Pico, nobile italiana (n. 1303)
- Lando di Pietro, architetto, orafo e scultore italiano
- Ugolino I Sessi, politico italiano
- Uguccione di Perugia, vescovo italiano
- Gueraula de Codines, medico spagnolo (n. 1275)
- Fazio Novello della Gherardesca, conte

## Calendario
| Calendario 1340 | Calendario 1340 | Calendario 1340 | Calendario 1340 | Calendario 1340 | Calendario 1340 | Calendario 1340 | Calendario 1340 | Calendario 1340 | Calendario 1340 | Calendario 1340 | Calendario 1340 | Calendario 1340 | Calendario 1340 | Calendario 1340 | Calendario 1340 | Calendario 1340 | Calendario 1340 | Calendario 1340 | Calendario 1340 | Calendario 1340 | Calendario 1340 | Calendario 1340 | Calendario 1340 | Calendario 1340 | Calendario 1340 | Calendario 1340 | Calendario 1340 | Calendario 1340 | Calendario 1340 | Calendario 1340 | Calendario 1340 | Calendario 1340 |
| --------------- | --------------- | --------------- | --------------- | --------------- | --------------- | --------------- | --------------- | --------------- | --------------- | --------------- | --------------- | --------------- | --------------- | --------------- | --------------- | --------------- | --------------- | --------------- | --------------- | --------------- | --------------- | --------------- | --------------- | --------------- | --------------- | --------------- | --------------- | --------------- | --------------- | --------------- | --------------- | --------------- |
|                 | 1               | 2               | 3               | 4               | 5               | 6               | 7               | 8               | 9               | 10              | 11              | 12              | 13              | 14              | 15              | 16              | 17              | 18              | 19              | 20              | 21              | 22              | 23              | 24              | 25              | 26              | 27              | 28              | 29              | 30              | 31              |                 |
| Gennaio         | Sa              | Do              | Lu              | Ma              | Me              | Gi              | Ve              | Sa              | Do              | Lu              | Ma              | Me              | Gi              | Ve              | Sa              | Do              | Lu              | Ma              | Me              | Gi              | Ve              | Sa              | Do              | Lu              | Ma              | Me              | Gi              | Ve              | Sa              | Do              | Lu              |                 |
| Febbraio        | Ma              | Me              | Gi              | Ve              | Sa              | Do              | Lu              | Ma              | Me              | Gi              | Ve              | Sa              | Do              | Lu              | Ma              | Me              | Gi              | Ve              | Sa              | Do              | Lu              | Ma              | Me              | Gi              | Ve              | Sa              | Do              | Lu              | Ma              |                 |                 |                 |
| Marzo           | Me              | Gi              | Ve              | Sa              | Do              | Lu              | Ma              | Me              | Gi              | Ve              | Sa              | Do              | Lu              | Ma              | Me              | Gi              | Ve              | Sa              | Do              | Lu              | Ma              | Me              | Gi              | Ve              | Sa              | Do              | Lu              | Ma              | Me              | Gi              | Ve              |                 |
| Aprile          | Sa              | Do              | Lu              | Ma              | Me              | Gi              | Ve              | Sa              | Do              | Lu              | Ma              | Me              | Gi              | Ve              | Sa              | Do              | Lu              | Ma              | Me              | Gi              | Ve              | Sa              | Do              | Lu              | Ma              | Me              | Gi              | Ve              | Sa              | Do              |                 |                 |
| Maggio          | Lu              | Ma              | Me              | Gi              | Ve              | Sa              | Do              | Lu              | Ma              | Me              | Gi              | Ve              | Sa              | Do              | Lu              | Ma              | Me              | Gi              | Ve              | Sa              | Do              | Lu              | Ma              | Me              | Gi              | Ve              | Sa              | Do              | Lu              | Ma              | Me              |                 |
| Giugno          | Gi              | Ve              | Sa              | Do              | Lu              | Ma              | Me              | Gi              | Ve              | Sa              | Do              | Lu              | Ma              | Me              | Gi              | Ve              | Sa              | Do              | Lu              | Ma              | Me              | Gi              | Ve              | Sa              | Do              | Lu              | Ma              | Me              | Gi              | Ve              |                 |                 |
| Luglio          | Sa              | Do              | Lu              | Ma              | Me              | Gi              | Ve              | Sa              | Do              | Lu              | Ma              | Me              | Gi              | Ve              | Sa              | Do              | Lu              | Ma              | Me              | Gi              | Ve              | Sa              | Do              | Lu              | Ma              | Me              | Gi              | Ve              | Sa              | Do              | Lu              |                 |
| Agosto          | Ma              | Me              | Gi              | Ve              | Sa              | Do              | Lu              | Ma              | Me              | Gi              | Ve              | Sa              | Do              | Lu              | Ma              | Me              | Gi              | Ve              | Sa              | Do              | Lu              | Ma              | Me              | Gi              | Ve              | Sa              | Do              | Lu              | Ma              | Me              | Gi              |                 |
| Settembre       | Ve              | Sa              | Do              | Lu              | Ma              | Me              | Gi              | Ve              | Sa              | Do              | Lu              | Ma              | Me              | Gi              | Ve              | Sa              | Do              | Lu              | Ma              | Me              | Gi              | Ve              | Sa              | Do              | Lu              | Ma              | Me              | Gi              | Ve              | Sa              |                 |                 |
| Ottobre         | Do              | Lu              | Ma              | Me              | Gi              | Ve              | Sa              | Do              | Lu              | Ma              | Me              | Gi              | Ve              | Sa              | Do              | Lu              | Ma              | Me              | Gi              | Ve              | Sa              | Do              | Lu              | Ma              | Me              | Gi              | Ve              | Sa              | Do              | Lu              | Ma              |                 |
| Novembre        | Me              | Gi              | Ve              | Sa              | Do              | Lu              | Ma              | Me              | Gi              | Ve              | Sa              | Do              | Lu              | Ma              | Me              | Gi              | Ve              | Sa              | Do              | Lu              | Ma              | Me              | Gi              | Ve              | Sa              | Do              | Lu              | Ma              | Me              | Gi              |                 |                 |
| Dicembre        | Ve              | Sa              | Do              | Lu              | Ma              | Me              | Gi              | Ve              | Sa              | Do              | Lu              | Ma              | Me              | Gi              | Ve              | Sa              | Do              | Lu              | Ma              | Me              | Gi              | Ve              | Sa              | Do              | Lu              | Ma              | Me              | Gi              | Ve              | Sa              | Do              |                 |